# Róbert Hegedűs
Róbert Hegedűs (Budapest, 19 febbraio 1973) è un ex canoista ungherese, specializzato nel kayak velocità.

## Biografia
Ha rappresentato l'Ungheria ai Giochi olimpici estivi di Atlanta 1996, classificandosi 9º nel K2 1000, con il connazionale Péter Almási.
In carriera ha vinto 7 titoli iridati e 5 continentali.

## Palmarès
| Anno | Manifestazione  | Sede              | Evento    | Risultato | Note |
| ---- | --------------- | ----------------- | --------- | --------- | ---- |
| 1993 | Mondiali        | Città del Messico | K4 500 m  | Bronzo    |      |
| 1996 | Giochi olimpici | Atlanta           | K2 1000 m | 9º        |      |
| 1997 | Europei         | Plovdiv           | K2 200 m  | Oro       |      |
| 1997 | Europei         | Plovdiv           | K2 500 m  | Bronzo    |      |
| 1997 | Europei         | Plovdiv           | K4 500 m  | Oro       |      |
| 1997 | Europei         | Plovdiv           | K4 1000 m | Oro       |      |
| 1997 | Mondiali        | Dartmouth         | K2 200 m  | Oro       |      |
| 1997 | Mondiali        | Dartmouth         | K4 200 m  | Argento   |      |
| 1997 | Mondiali        | Dartmouth         | K4 500 m  | Oro       |      |
| 1998 | Mondiali        | Seghedino         | K2 200 m  | Oro       |      |
| 1998 | Mondiali        | Seghedino         | K4 200 m  | Oro       |      |
| 1999 | Mondiali        | Milano            | K2 200 m  | Oro       |      |
| 1999 | Mondiali        | Milano            | K4 200 m  | Oro       |      |
| 2000 | Europei         | Poznań            | K4 200 m  | Bronzo    |      |
| 2001 | Europei         | Milano            | K2 200 m  | Argento   |      |
| 2001 | Europei         | Milano            | K4 200 m  | Oro       |      |
| 2001 | Mondiali        | Poznań            | K4 200 m  | Oro       |      |
| 2002 | Europei         | Seghedino         | K2 200 m  | Oro       |      |
| 2002 | Europei         | Seghedino         | K4 200 m  | Bronzo    |      |
| 2002 | Europei         | Seghedino         | K4 500 m  | Argento   |      |
| 2002 | Mondiali        | Siviglia          | K4 200 m  | Bronzo    |      |